# Brudzów
Brudzów – wieś w Polsce położona w województwie świętokrzyskim, w powiecie kieleckim, w gminie Morawica.
W latach 1975–1998 miejscowość administracyjnie należała do województwa kieleckiego.

## Integralne części wsi
| SIMC    | Nazwa        | Rodzaj     |
| ------- | ------------ | ---------- |
| 0253801 | Brudzów Duży | część wsi  |
| 0253818 | Brudzów Mały | część wsi  |
| 0253824 | Gawronki     | przysiółek |
| 0253830 | Jeziorek     | przysiółek |
| 0253847 | Lipie        | kolonia    |
| 0253853 | Młynek       | osada      |
| 0253860 | Stara Wieś   | część wsi  |
| 0253876 | Zalesie      | przysiółek |
| 0253882 | Zalipie      | przysiółek |
| 0253899 | Załawie      | przysiółek |

## Historia
W wieku XIX miejscowość jest opisana jako :
Brudzów – wieś w powiecie kieleckim w gminie Morawica, parafii. Lisów, z folwarkiem Zaborze, od Chmielnika odległy wiorst 10, od drogi bitej kielecko - buskiej wiorst 2. Rozległość ogólna mórg 1930, w czym ziemi włościańskiej było mórg 485. Graniczy z Górkami, Lisowem, Morawicą i Radominem. Posiadał trzy stawy, młyn wodny, pokłady kamienia wapiennego i piaskowca. W roku 1827 było tu 28 domów i 187 mieszkańców.